# Mark Kennedy
Mark Kennedy, född 15 maj 1976, är en irländsk före detta fotbollsspelare. Han spelade på mittfältet i Wolverhampton Wanderers 2001-2006.